# Tenir tête

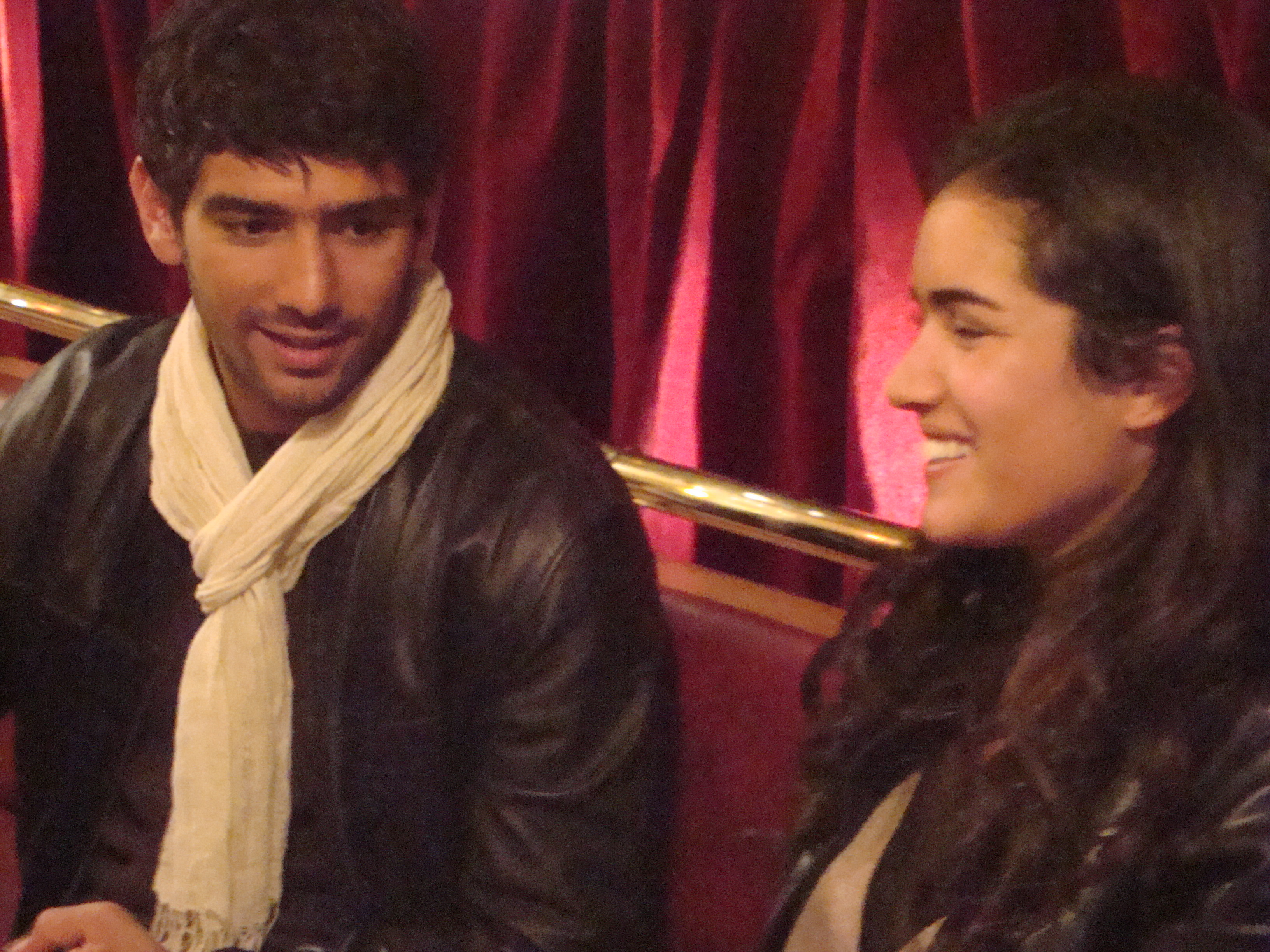
Salim Kechiouche et Sabrina Ouazani.

Tenir tête est un téléfilm français de 60 minutes réalisé en 2009 par Julia Cordonnier. Il est diffusé pour la première fois à la télévision le 8 août 2010 sur France 2.

## Synopsis
Samra, aide-soignante à l'hôpital, vit avec sa mère à Aubervilliers dans un vieil immeuble du Landy, quartier du Stade de France en pleine rénovation. Son frère Karim, fragilisé par des emplois précaires, a quitté le domicile familial six mois auparavant. Il faudrait pourtant que le frère et la sœur se rapprochent pour contrecarrer l'action d'un propriétaire avide, prêt à expulser sans contrepartie la mère de son appartement. Mais la blessure créée par cet éloignement pèse sur leurs relations...

## Fiche technique
- Réalisation : Julia Cordonnier
- Scénario : Aurélie Cardin-Daeninckx et Julia Cordonnier
- Date de diffusion : 8 août 2010 sur France 2 dans le cadre de la collection « Identités ».

## Distribution[2]
- Sabrina Ouazani : Samra
- Salim Kechiouche : Karim
- Zohra Benali : la mère
- Kader Boukhanef : Said
- Mabrouk Gaoui : Abdel
- Nina Seul : Fémi
- Alaa Oumouzoune : Jallal
- Yassin Tadlaoui : Akim
- Gabriel Defrocourt : Vali
- Rodolphe Saulnier : Cyril

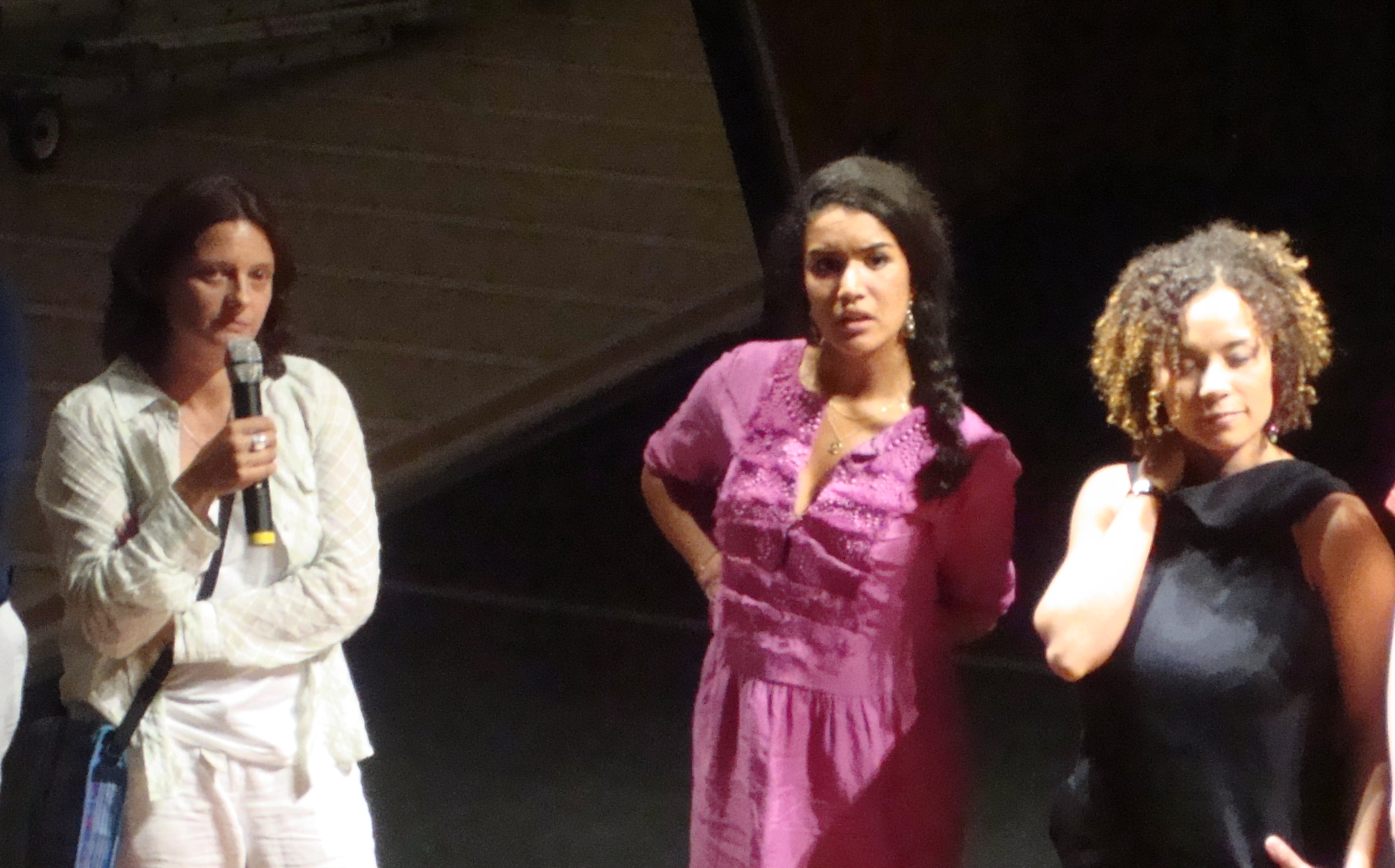
De g. à d., Julia Cordonnier, Sabrina Ouazani et Olivia Barreau.

- Serge Requet-Barville : Docteur Berard